# Compañía de autobuses de Mónaco
La Compañía de Autobuses de Mónaco (también conocida por el acrónimo CAM, y en francés: Compagnie des autobus de Monaco) es una red de transporte público que opera en la ciudad-estado de Mónaco. La empresa funciona con cinco líneas regulares de autobuses, un servicio nocturno, el servicio de agua (Bateau-Bus) y varios refuerzos para escolares.
Se trata de una sociedad por acciones concesionaria del transporte público en el Principado de Mónaco.En 2007 tenía 6,2 millones de pasajeros y 1 millón de kilómetros recorridos. Tiene su sede en la avenida Presidente J.F. Kennedy  (avenue du Président J.F. Kennedy).
- Línea 1: Monaco-Ville , Monte Carlo, San Román y el retorno.
- Línea 2: Monaco-Ville, Monte Carlo, Jardín Exótico y el retorno.
- Línea 4: Estación de ferrocarril, Monte-Carlo, playas de Larvotto
- Línea 5: Estación de ferrocarril, Fontvieille , el Hospital y el retorno
- Línea 6: Playas de Larvotto, Fontvieille y el retorno.

Hay un servicio de ferry "Bateaubus", que opera entre ambos lados del puerto de Mónaco.

## Historia
Una compañía de tranvías fue fundada en Mónaco en 1897 y operó varias líneas durante su existencia. La red de la Compañía de Tranvías de Mónaco fue comprada por otra empresa en 1909. Los tranvías siguieron operando hasta el 26 de enero de 1931 cuando fueron reemplazados por autobuses.
La CAM se hace cargo en 1939 de la red de la antigua Compañía Tranvías Mónaco.

## Vehículos
Todos los autobuses red funcionan con diversos sistemas, con el diéster un 30%, un 30% con biodiésel y 70% son de diesel. Desde junio de 2011, la red cuenta con dos autobuses híbridos, que operan tanto con diéster como con el motor eléctrico, el híbrido puede reducir un 20-25% del consumo, asociado con el diéster el consumo sigue siendo un 23%.